# Stadio municipale (Gdynia)
Lo stadio municipale (in polacco Stadion Miejski), già noto come Stadion MOSiR, è uno stadio della città polacca Gdynia. Ospita le partite interne dell'Arka Gdynia.
Di proprietà dello stato, è stato inaugurato nel 2011, sul sito dove sorgeva un vecchio impianto, aperto nel 1938. Può contenere 15 139 spettatori. 
Nel 2015 ha ospitato l'incontro vinto per 27-20 dalla nazionale di football americano della Polonia contro il Belgio.